# Años 680
Los años 680 o década del 680 empezó el 1 de enero del 680 y terminó el 31 de diciembre del 689. 

## Acontecimientos
- Ervigio sucede a Wamba como rey de los visigodos en el año 681, después de deponerlo y hacer que se retirara a un convento.
- San León II sucede a San Agatón como papa en el año 682.
- Los Turcos occidentales recuperan su independencia de China y establecen un nuevo Kanato.
- San Benedicto II sucede a San León II como papa en el año 684.
- Juan V sucede a San Benedicto II como papa en el año 685.
- Justiniano II sucede a Constantino IV como emperador bizantino en el año 685; gobernará en dos períodos separados, el primero llega hasta 695 y, después, entre 705 y 711.
- Conón sucede a Juan V como papa en el año 686.
- San Sergio I sucede a Conón como papa en el año 687.
- Egica sucede a Ervigio como rey de los visigodos en el año 687; reinará hasta 702.